# Gary Becker
Gary Stanley Becker (Pottsville, 2 de desembre de 1930 – Chicago, 3 de maig de 2014) fou un economista i professor universitari estatunidenc, destacat representant del liberalisme econòmic, guardonat amb el Premi del Banc de Suècia de Ciències Econòmiques en memòria d'Alfred Nobel l'any 1992.

## Biografia
Va néixer el 1930 a la ciutat de Pottsville, població situada a l'estat nord-americà de Pennsilvània. Va estudiar economia a la Universitat de Princeton, on es graduà l'any 1951 i el 1955 realitzà el seu doctorat a la Universitat de Chicago, sota la direcció de Milton Friedman i Theodore Schultz. Posteriorment va treballar a l'Oficina Nacional d'Investigació Econòmica i va ser professor a les universitats de Columbia i Chicago, on va conèixer George Stigler.

## Recerca econòmica
Partint del seu "enfocament econòmic" i interessat en la microeconomia, Becker va afirmar que els individus actuen de manera racional. Va investigar aquest supòsit en quatre àrees d'anàlisis: capital humà, criminalitat, discriminacions per sexe o raça i comportament de les famílies. Per a Becker, la família és una fàbrica de béns domèstics (menjar, allotjament) produïts amb temps i béns de mercat. El preu d'aquests té dos components: els preus de mercat i el cost d'oportunitat del temps.
Una de les seves últimes propostes va ser vendre el dret a immigrar subhastant certa quantitat de vises o permisos de treball, és a dir, que les persones migrants paguin per tenir accés al mercat de treball. L'any 1992 fou guardonat amb el Premi del Banc de Suècia de Ciències Econòmiques per ampliar el domini de l'anàlisi microeconòmic a una àmplia gamma del comportament i de la interacció humana. El desembre de 2012 va afirmar que una Catalunya independent seria viable.
 Morí el 3 de maig de 2014 a Chicago, als vuitanta-tres anys.